# Gert Karl Schaefer
Gert Karl Schaefer, auch Gert Schaefer, (* 9. August 1920 in Kokand, Autonome Sozialistische Sowjetrepublik Turkestan; † 27. November 1996 in Lübeck, Deutschland) war ein deutscher Schauspieler.

## Leben
Schaefer absolvierte von 1941 bis 1943 die Schauspielschule des Deutschen Theaters in Berlin. Von 1945 bis 1946 war er am Berliner Jürgen-Fehling-Theater engagiert; sein dortiges Bühnendebüt hatte er 1945 als Löwe in George Bernard Shaws Androklus und der Löwe. Es folgten weitere Berliner Engagements am Hebbel-Theater (1946/47), am Deutschen Theater (1948–50), an Bertolt Brechts Berliner Ensemble (1950–52), am Schillertheater (1952/53) und erneut am Berliner Ensemble (1953/54). Von 1949 bis 1951 spielte er außerdem in mehreren Filmen der DEFA mit.
1954 ging er nach Göttingen und gehörte dort zum Ensemble des Deutschen Theaters.
Er war mit der Schauspielerin Eva Brumby verheiratet. Das Ehepaar hatte vier Kinder, darunter die Schauspieler Susanne Schaefer und Gert Schaefer.

## Filmografie (Auswahl)
- 1947: Zugvögel – Regie: Rolf Meyer
- 1947: In jenen Tagen – Regie: Helmut Käutner
- 1948: Wege im Zwielicht – Regie: Gustav Fröhlich
- 1949: Mädchen hinter Gittern – Regie: Alfred Braun
- 1949: Unser täglich Brot – Regie: Slatan Dudow
- 1950: Das Beil von Wandsbek – Regie: Falk Harnack
- 1951: Corinna Schmidt – Regie: Arthur Pohl
- 1952: Schatten über den Inseln – Regie: Otto Meyer
- 1954: Drei vom Varieté – Regie: Kurt Neumann
- 1954: Was ihr wollt (TV) – Regie: Heinz Hilpert
- 1955: Banditen der Autobahn – Regie: Géza von Cziffra
- 1956: Nacht der Entscheidung – Regie: Falk Harnack
- 1961: Das Rabauken-Kabarett
- 1964: Hafenpolizei – St. Pauli ohne Maske – Regie: John Olden
- 1966: Hafenpolizei – Die neue Spur – Regie: John Olden
- 1967: Landarzt Dr. Brock (Fernsehserie) – Regie: Ralph Lothar
- 1968: Über den Gehorsam. Szenen aus Deutschland (TV) – Regie: Egon Monk
- 1968: Gold für Montevasall (TV) – Regie: Thomas Engel
- 1970: Polizeifunk ruft – Kerzen im Stroh – Regie: Hermann Leitner
- 1970: Industrielandschaft mit Einzelhändlern (TV) – Regie: Egon Monk
- 1973: Desaster (TV) – Regie: Reinhard Hauff
- 1975: Hoftheater – Gastspiel auf Engagement
- 1976: Alexander März (TV) – Regie: Vojtěch Jasný
- 1978: 1982: Gutenbach (TV) – Regie: Michael Verhoeven
- 1979: Die Hamburger Krankheit – Regie: Peter Fleischmann
- 1984/85: Der blinde Richter (TV) – Regie: Vojtěch Jasný

## Regie
- 1950: Herbert Horn: Unsere Brücke (Schwarzer Pjotr) – Regie: Rudolf Pallas (Hörspiel – Berliner Rundfunk)